# Півострів Едуарда VII
Півострів Едуарда VII, або Земля Едуарда VII, або Земля Короля Едуарда VII (англ. King Edward VII Land) — великий, покритий льодами півострів в Західній Антарктиді.

## Географія
Півострів Едуарда VII являє собою крайній північно-західний край Землі Мері Берд і іноді розглядається не як самостійна Земля, а як частина Землі Мері Берд.
Він видається в море Росса між затокою Зульцбергера і північно-східним кутом шельфового льодовика Росса. Півострів Едуарда VII визначений шельфовим льодовиком Росса на південному заході, затокою Окума на заході, і на сході — затокою Зульцбергера і берегом Саундерса; всі з них в основному знаходяться в морі Росса і Південному океані в Антарктиці.
Західний берег півострова — це берег Ширазі (англ. Shirase Coast). На півночі і сході півострова знаходиться шельфовий льодовик Суїнберна.

## Історія
Півострів Едуарда VII був відкритий 30 січня 1902 року Британською національною антарктичною експедицією (BrNAE, 1901–1904), очолювану Робертом Фолкон Скоттом, який назвав його Землею Короля Едуарда VII (King Edward VII Land) на честь британського короля Едуарда VII. Півострівний характер Землі Едуарда VII був встановлений в ході пошукових робіт, проведених антарктичною експедицією Річарда Берда (Byrd Antarctic Expedition) (1933–1935) і експедицією в рамках програми США з досліджень в Антарктиці (USAS) 1939–1941 роках.

## Поштові марки

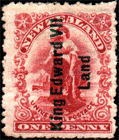
Надпечатка « Земля короля Едуарда VII » на марці Новій Зеландії (1908)

В 1908 році на марках Нової Зеландії червоного кольору номіналом в 1 пенні була зроблена надпечатка по вертикалі «King Edward VII Land» («Земля короля Едуарда VII»). Марки були взяті в антарктичну експедицію англійського дослідника Ернеста Генрі Шеклтона (Ernest Shakleton). Використовувалися тільки на спеціальному поштамті.